# Luvita jeroglífico

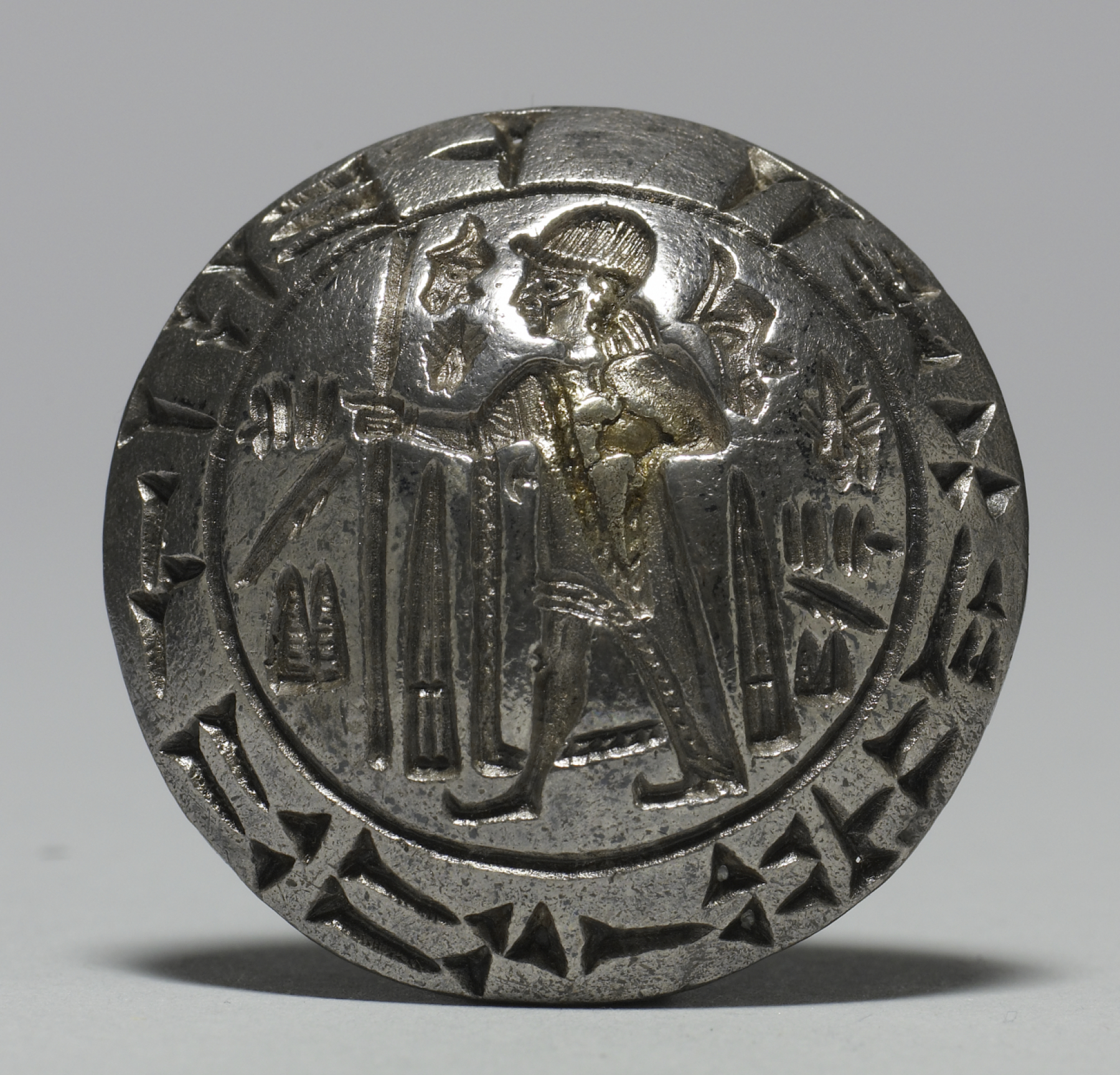
Sello con jeroglífico luvita que rodea al gobernador hitita Tarkummuwa (también conocido como Tarcondemos). En el exterior la misma inscripción en cuneiforme. Museo Walters.

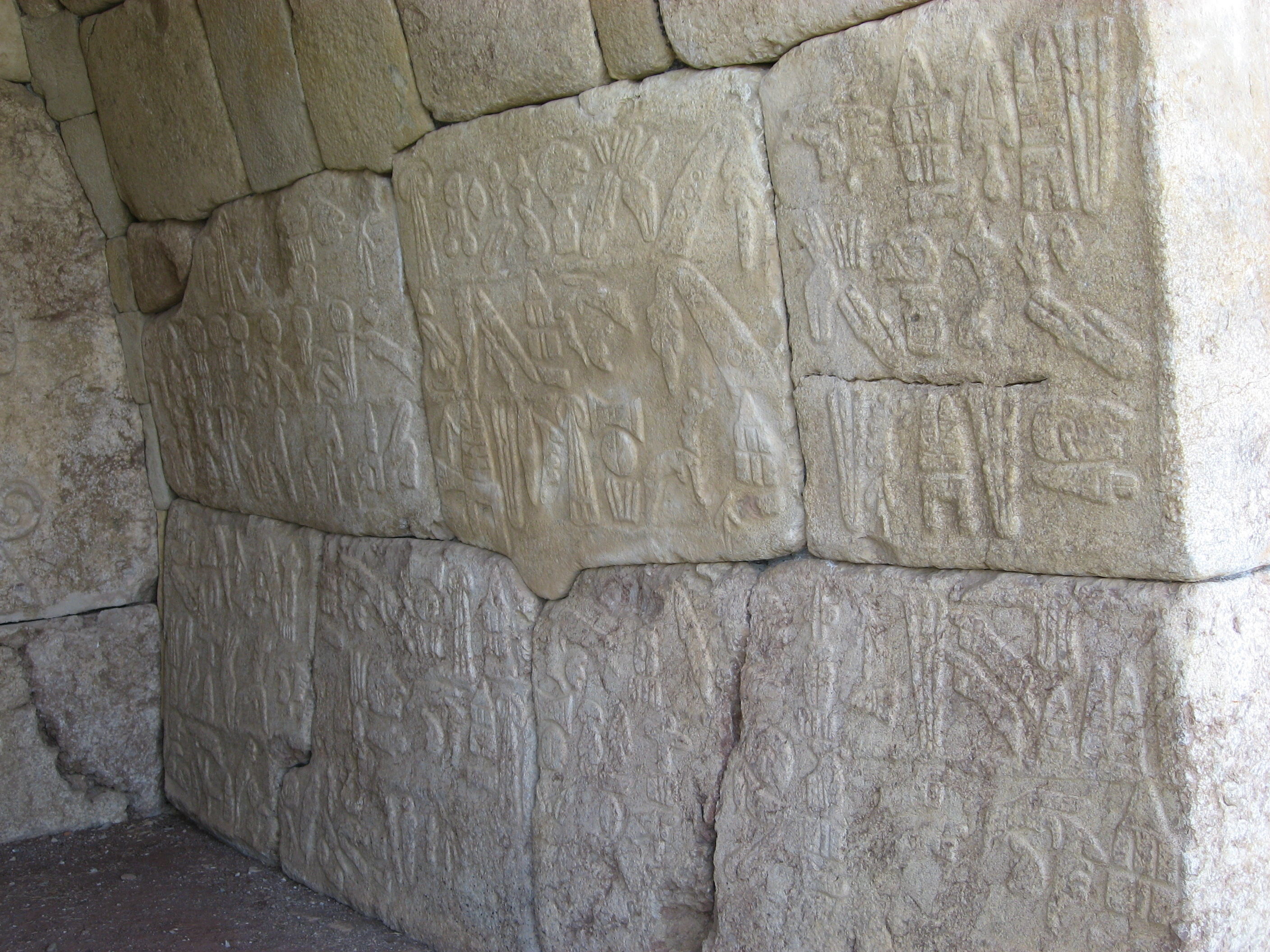
Relieves de jeroglíficos luvitas en Hattusa.

El jeroglífico luvita es la variante del idioma luvita que aparece registrado en sellos oficiales y en un pequeño número de inscripciones monumentales. Se escribe en una escritura logrográfica conocida como jeroglíficos de Anatolia.
En 1960, Emmanuel Laroche presentó su desciframiento a partir de desciframientos parciales propuestos desde la década de 1930. Las correcciones a las lecturas de ciertos signos, así como otras aclaraciones fueron aportadas por David Hawkins, Anna Morpurgo Davies y Günther Neumann en 1973, refiriéndose a ellas generalmente como "nuevas lecturas".

## Inscripciones
Los primeros jeroglíficos aparecen en los sellos oficiales y reales, y datan de principios del II milenio a. C., pero no comienzan a funcionar como un sistema pleno de escritura hasta el siglo XIV a. C. Las primeras inscripciones monumentales confirmadas como luvitas datan de la Edad del Bronce Final, entre los siglos XIV a. C. y XIII a. C. Y después de unos dos siglos que son difíciles de encontrar, vuelven a aparecer en la Edad del Hierro, entre los siglos X a. C. y VIII a. C.. A principios del siglo VII a. C., la escritura jeroglífica luvita, que ya por entonces tenía más de 700 años, cae en el olvido.
Las mayores inscripciones en piedra de jeroglíficos luvitas provienen de ciudadelas sirias del I milenio a. C. Para su desciframiento, fue clave, entre otros, la existencia del sello de Tarkummuwa (también conocido como Tarcondemos), reyezuelo de  Mera, que fue encontrado en Esmirna alrededor de 1850. Se caracterizaba por tener dos tipos de escrituras, una cuneiforme y otra jeroglífica, lo que facilitó las primeras pistas de desciframiento.

## Escritura
El estilo monumental, más elaborado, se distingue de la escritura más abstracta en forma cursiva o lineal. En general, las inscripciones en relieve prefieren formas monumentales y las incisas prefieren la forma lineal, aunque los estilos son, en principio, intercambiables. Los textos compuestos de varias líneas se escriben normalmente en estilo bustrofedón. Dentro de una línea, los signos se escriben normalmente en columnas verticales, pero como en los jeroglíficos egipcios, las consideraciones estéticas tienen prioridad sobre el orden de lectura correcto.
La escritura está formado del orden de 500 signos únicos, algunos con varios valores. Un signo dado puede funcionar como un logograma, un determinante, un silabograma, o una combinación de los mismos. Los signos están numeradas de acuerdo a la lista de signos de Laroche, con un prefijo de "L." o '*'. Los logogramas se transcriben en latín en mayúsculas. Por ejemplo, *90, una imagen de un pie, se transcribe como PES cuando se utiliza logográficamente, y con su valor fonético ti cuando se usa como silabograma. En los raros casos en que el logograma no puede ser transcrito al latín, se hace a través de su equivalente aproximado hitita, grabado en mayúscula itálica, por ejemplo, *216 ARHA. La lista de signos más actualizada es la de Marazzi (1998).
Hawkins, Morpurgo-Davies y Neumann han corregido algunos errores anteriores en los valores de los signos, en particular, enmendando la lectura de los símbolos *376 y *377 de i, ī a zi, za.
Lista de CV silabogramas del tipo CV:
|    | -a                          | -i         | -u         |
| -  | *450, *19                   | *209       | *105       |
| h- | *215, *196                  | *413       | *307       |
| k- | *434                        | *446       | *423       |
| l- | *176                        | *278       | *445       |
| m- | *110                        | *391       | *107       |
| n- | *35                         | *411, *214 | *153, *395 |
| p- | *334                        | *66        | *328       |
| r- | *383                        | *383       | *412       |
| s- | *415 *433, *104, *402, *327 | -          | -          |
| t- | *100, *29, *41, *319, *172  | *90        | *89, *325  |
| w- | *439                        | *439       | -          |
| y- | *210                        | -          | -          |
| z- | *377                        | *376       | *432(?)    |

Algunos signos son utilizados como ayuda a la lectura, marcando el comienzo de una palabra, su final o identificando un signo como logograma. Estos no son obligatorios.

## Fonología
La escritura representa tres vocales a, i, u y doce consonantes, h, k, l, m, n, p, r, s, t, w, y, z. Los silabogramas tienen la estructura V o CV, y más raramente CVCV. *383 ra/i, *439 wa/i y *445 la/i/u  muestran múltiples vocalizaciones. Algunos silabogramas son homofónicos, desambiguados con números en la transliteración (como en la transliteración cuneiforme), sobre todo, hay muchos (más de seis) silabogramas para cada fonema /sa/ y /ta/.
Hay una tendencia al rotacismo, sustituyendo d intervocálica con r. Oclusivas al final de palabras y, en algunos casos, se elide la inicial de palabra a-. Los sufijos -iya- y -uwa-  pueden ser sincopados a -i-, -u-.

## Morfología
Terminaciones de caso gramatical:
|              | singular      | plural |
| Nom. c.      | -s            | -inzi  |
| Acc. c.      | -(a)n         | -inzi  |
| Nom./Acc. n. | -n, -         | -a(ya) |
| Gen.         | -as(i)        |        |
| Dat.         | -i(ya), -a(n) | -anza  |
| Abl.         | -ati          | -ati   |

Pronombres personales:
|      | 1. sg.   | 2. sg.    | 1. pl.   | 2. pl.               |
| Nom. | amu, EGO | ti        | anunz(a) | unzunz(a), unzuns(a) |
| Dat. | amu      | tu        |          |                      |
| Acc. | amu      | tu        |          |                      |
| Abl. |          | tuwati(?) |          | unzati(?)            |

Terminaciones verbales:
|        | presente de indicativo | presente de indicativo | pretérito indicativo | pretérito indicativo |
|        | activo                 | med.-pas.              | activo               | med.-pas.            |
| 1. sg. | wi                     |                        | -ha                  |                      |
| 2.     | -si                    |                        | -ta                  |                      |
| 3.     | -ti/-ri                | -ati/-ari              | -ta                  |                      |
| 1. pl. |                        |                        | -han(?)              |                      |
| 2.     | -tani                  |                        | -tan                 |                      |
| 3.     | -nti                   |                        | -nta                 |                      |